# Proyecto Gutenberg
El Proyecto Gutenberg (PG) fue desarrollado por Michael Hart en 1971 con el  fin de crear una biblioteca de libros electrónicos gratuitos a partir de libros que ya existen físicamente. Estos libros electrónicos se encuentran disponibles desde entonces en Internet de forma gratuita. Los libros pueden ser leídos en diferentes formatos como Kindle, EPUB, incluso ASCII, UTF-8 o leerlos en línea en formato HTML.
Los textos que se proporcionan son principalmente de dominio público, bien porque estos derechos ya han expirado y la obra se encuentra en dominio público, bien porque se obtuvo la autorización del autor o titular de los derechos de autor. También hay algunos textos bajo derechos de autor que el proyecto Gutenberg ha hecho disponibles con el permiso de sus escritores. Al proyecto se le puso el nombre del impresor alemán del siglo XV Johannes Gutenberg, quien inventó la imprenta de tipos móviles. En enero de 2024 el proyecto Gutenberg tiene más de 70 000 libros en su colección, la mayoría de ellos en inglés. Lamentablemente, dicho proyecto no publica recuentos por idioma de los libros de su colección.

## Descripción
Se trata de la biblioteca digital más antigua, pues su fundación data de 1971. El proyecto Gutenberg se centra en la literatura históricamente importante y obras de referencia. El lema del proyecto es «cortemos los barrotes de la ignorancia y el analfabetismo», escogido porque el proyecto espera continuar con el trabajo de la difusión de la alfabetización pública y de la gratitud hacia nuestra herencia literaria que las bibliotecas públicas empezaron a principios del siglo XX. 
Siempre que es posible, las ediciones de Gutenberg se distribuyen en formato Unicode. También se distribuyen en otros formatos electrónicos, como por ejemplo, HTML (formato de las páginas web, lo que quiere decir que los libros se pueden leer directamente con un navegador en las páginas web del proyecto), y últimamente también para libros electrónicos en formato EPUB (versiones 2.0 y 3.0), KF8 y MOBI (ambos para lectores Kindle). 
Durante algunos años anteriores, hubo discusiones sobre si sería conveniente usar algún formato tipo XML, aunque no hubo muchos avances entonces. A los formatos populares que no son fácilmente editables, como el PDF, no se les consideraba apropiados, de acuerdo con los objetivos generales del proyecto Gutenberg, aunque se han añadido algunos a la colección, especialmente libros matemáticos con muchas fórmulas. Actualmente, el Proyecto Gutenberg también está muy interesado en el formato audiolibro y ya ofrece en ese formato un cierto número de los libros de su colección, para que puedan ser oídos, y no solo leídos. El que haya más libros en ese formato depende de que aparezcan voluntarios que quieran acometer el proceso de lectura y grabación de las obras.
Aunque la mayoría de los lanzamientos del proyecto Gutenberg son en inglés, también hay un número significativo de documentos en alemán, francés, italiano, español, neerlandés, finlandés y chino, así como en otras lenguas. Todos los textos del proyecto Gutenberg se pueden obtener y redistribuir por los lectores de forma gratuita: la única restricción que se pone a la redistribución es que el texto debe permanecer inalterado y debe contener el encabezamiento del proyecto Gutenberg. Si el texto redistribuido se hubiera modificado, el archivo no se debe etiquetar como un texto del proyecto Gutenberg.
El proyecto, que ha estrenado más de 30 000 libros electrónicos (en noviembre de 2009) casi completamente producidos por voluntarios en línea, sigue activo. Cualquiera puede ser corrector y ofrecerse para corregir, por ejemplo, una página al día. Esto se hace mediante el sitio auxiliar pero independiente de «distributed proofreaders».

## Historia

A la izquierda, Michael Hart (1947-2011), creador del Proyecto Gutenberg, en 2006. A la derecha, Greg Newby, actual cabeza del proyecto.

En 1971, Michael Hart estudiaba en la Universidad de Illinois. Hart obtuvo el acceso a uno de los ordenadores principales del Laboratorio de Investigación de Materiales de la universidad, el Xerox Sigma V. Este ordenador especial resultó ser uno de los 15 nodos de la red de ordenadores que posteriormente se convirtió en Internet. Hart creyó que algún día los ordenadores serían asequibles para el público en general y decidió hacer disponibles obras de literatura de manera gratuita y electrónica. Como tenía una copia de la Declaración de Independencia de los Estados Unidos en su mochila, esta se convirtió en el primer texto electrónico del proyecto Gutenberg.
Para cuando la Universidad de Illinois dejó de hospedar el proyecto Gutenberg a mediados de la década de 1990, Hart ya lo estaba dirigiendo desde el Illinois Benedictine College. Más tarde llegó a un acuerdo similar con la Carnegie Mellon University, que aceptó administrar las finanzas del proyecto Gutenberg. Pero no fue hasta 2000 que el proyecto Gutenberg fue oficialmente reconocido como una persona jurídica independiente, siendo actualmente una sociedad no lucrativa legalmente constituida en Misisipi.
En comparación con los primeros días del proyecto, el tiempo que se requiere para digitalizar un libro ha disminuido enormemente. Los textos ya no se teclean directamente, sino que se convierten a texto con la ayuda del software de OCR (reconocimiento óptico de caracteres). Posteriormente los textos tienen que corregirse y editarse minuciosamente en varias etapas por varios correctores antes de que puedan ser añadidos a la colección.

## Colaboración abierta
Como en otros proyectos solidarios de la era digital, el Proyecto Gutenberg está abierto a la colaboración. En su página web redirige a los que quieren colaborar con él a Distributed Proofreaders, una organización externa al Proyecto Gutenberg dedicada exclusivamente a digitalizar libros que luego van a distribuirse desde él. Actualmente, es su mayor contribuidora de obras digitalizadas.[cita requerida]